# خیابان دکتر فاطمی
خیابان دکتر حسین فاطمی (نام پیشین: خیابان ایران‌نوین و خیابان آریامهر) یکی از خیابان‌های مرکزی شهر تهران است. این خیابان جهتی شرقی-غربی دارد و از شرق به خیابان ولی عصر از غرب به بزرگراه چمران منتهی می‌شود. خیابان فاطمی با خیابان‌های شمالی-جنوبی مانند خیابان جمالزاده، خیابان کارگر، خیابان حجاب، خیابان کاج، بزرگراه شهید گمنام و خیابان فلسطین نیز تقاطع دارد. میدان فاطمی، هتل بین‌المللی لاله، موزه فرش ایران، پارک لاله، ساختمان وزارت کشور، شورای هماهنگی تبلیغات اسلامی، مرکز آمار ایران و مسجد نور نیز در این خیابان جای گرفته‌اند.
این خیابان از طریق ایستگاه میدان جهاد قابل دسترسی است.

## نام‌گذاری
این خیابان به یاد دکتر حسین فاطمی از اعضای جبهه ملی و وزیر خارجه کابینه دکتر مصدق که پس از کودتای بیست و هشت مرداد اعدام شد، نامگذاری شده است. این خیابان پیش از انقلاب، نام‌های دیگری چون خیابان سازمان آب، خیابان ایران‌نوین و خیابان آریامهر نیز داشته است.

## مکان‌های معروف در همسایگی این خیابان
- میدان فاطمی
- ساختمان وزارت کشور
- تالار وزارت کشور
- شورای هماهنگی تبلیغات اسلامی
- مسجد نور
- مرکز آمار ایران
- هتل بین‌المللی لاله
- بوستان لاله
- موزه فرش ایران

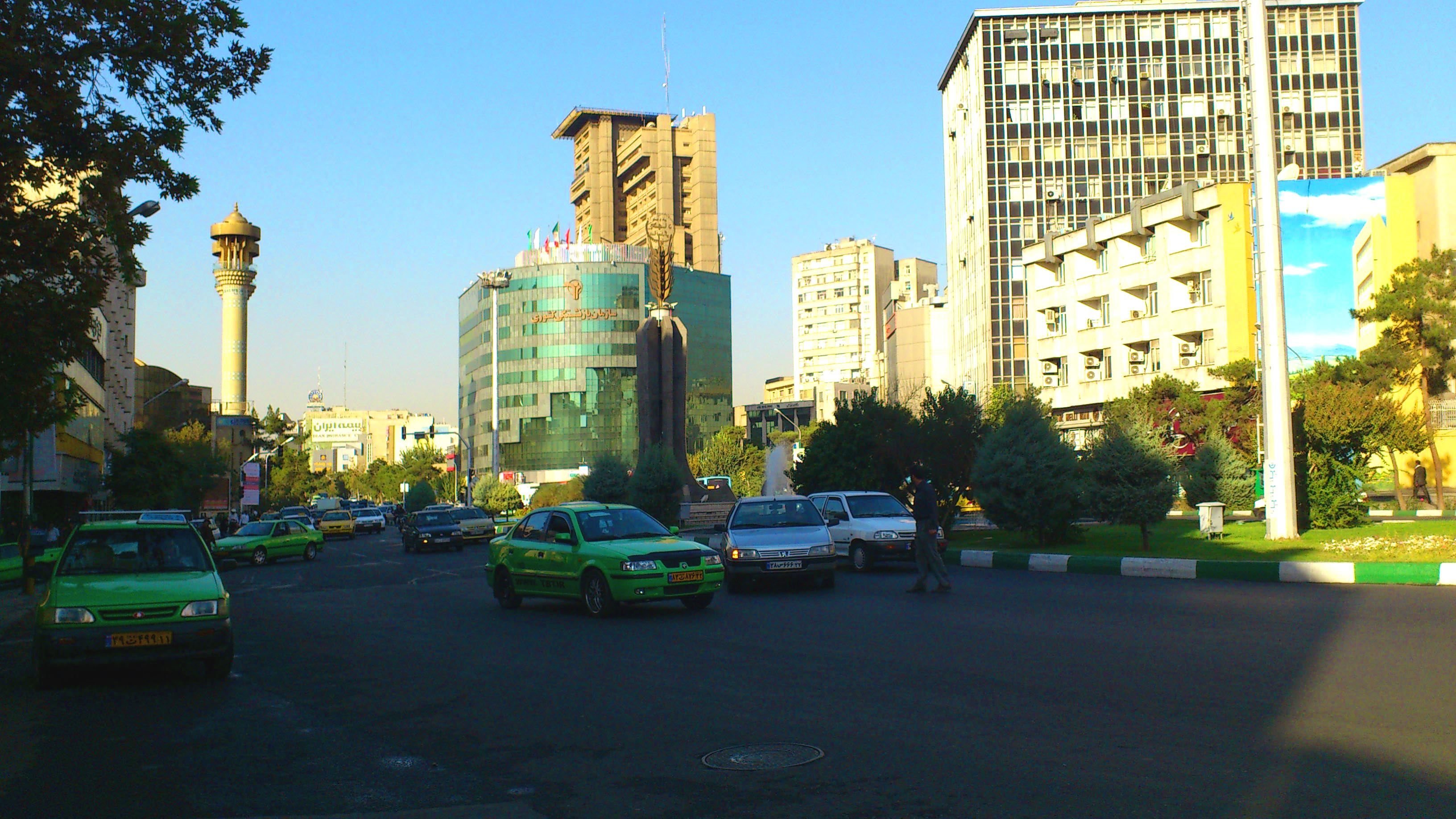
میدان فاطمی

- دژبان کل ارتش جمهوری اسلامی ایران (پادگان جمشیدیه)

## نگارخانه

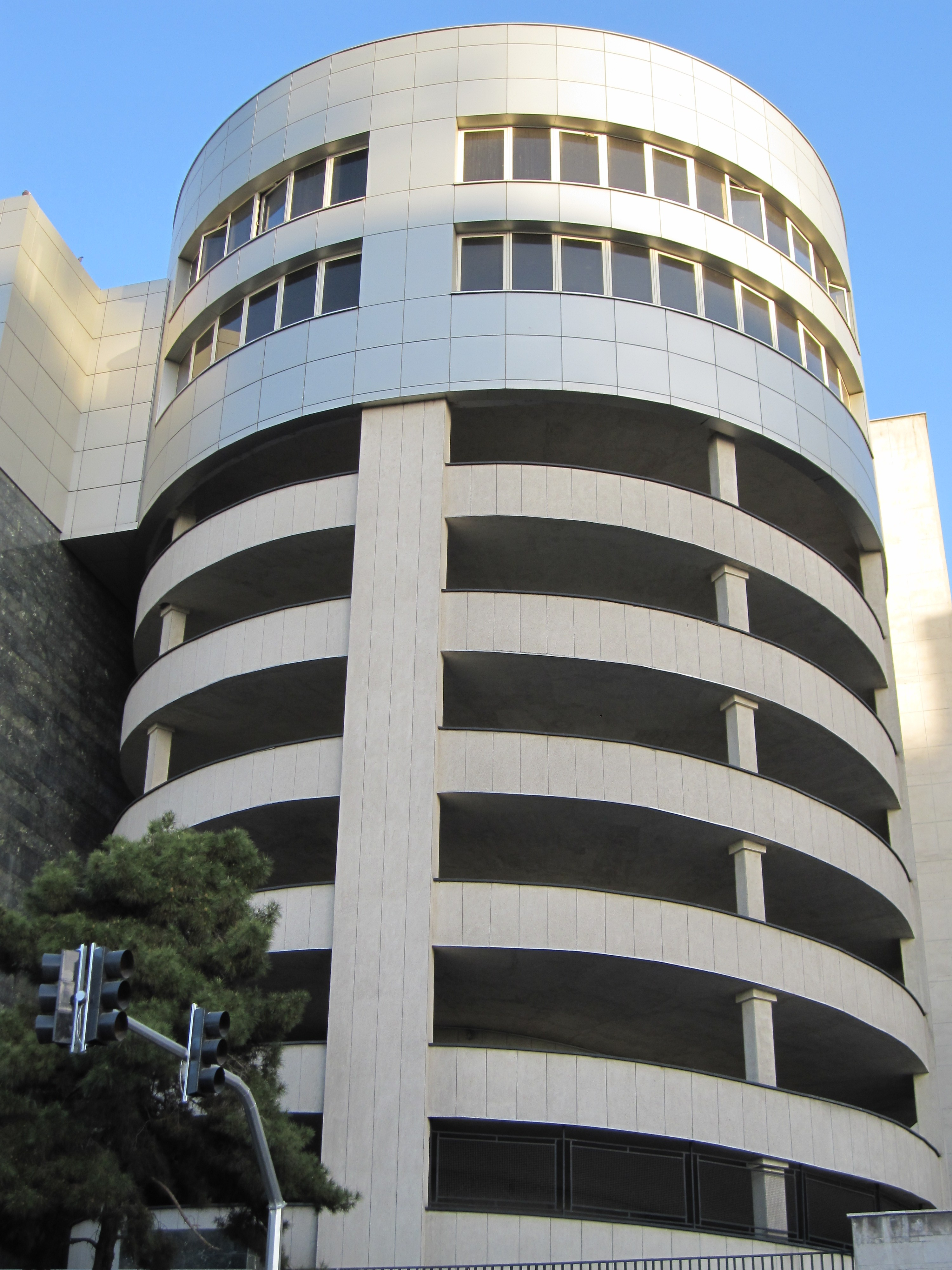
پارکینگ طبقاتی در خیابان فاطمی
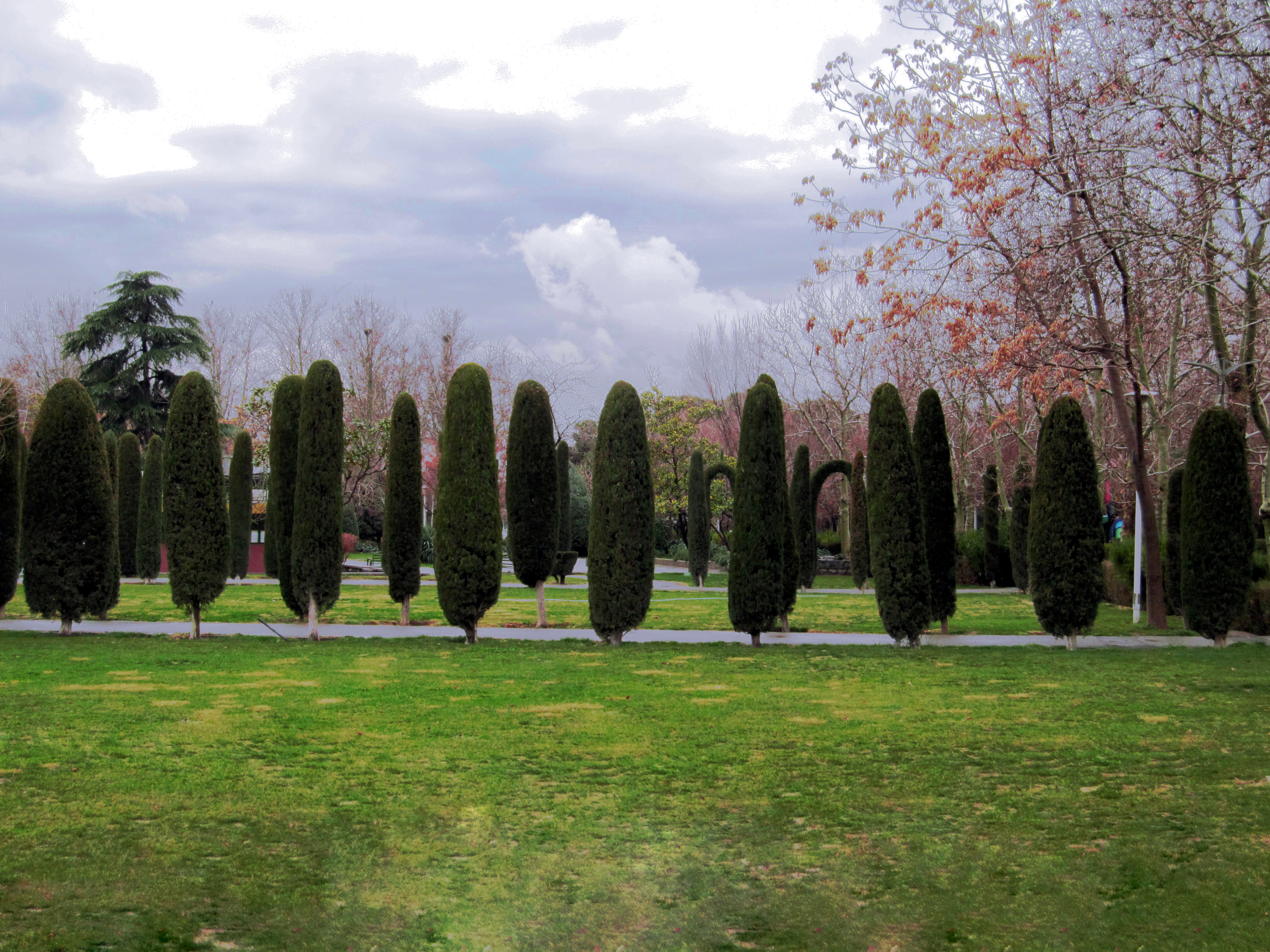
پارک لاله
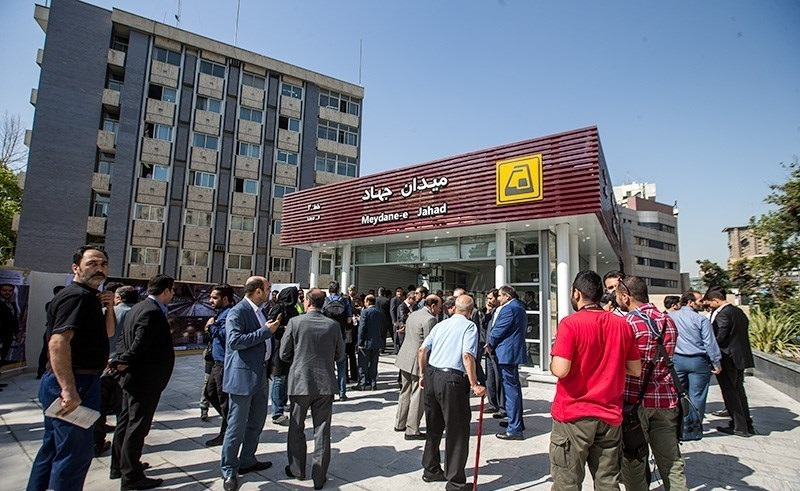
ایستگاه متروی میدان فاطمی
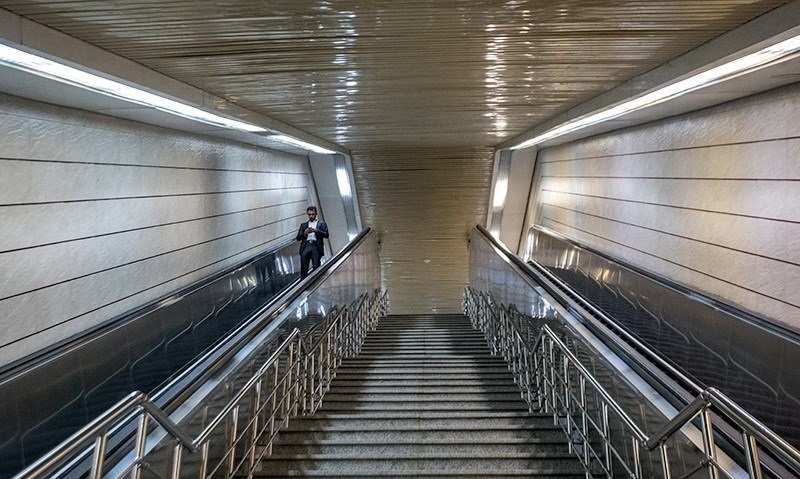
ایستگاه متروی میدان فاطمی
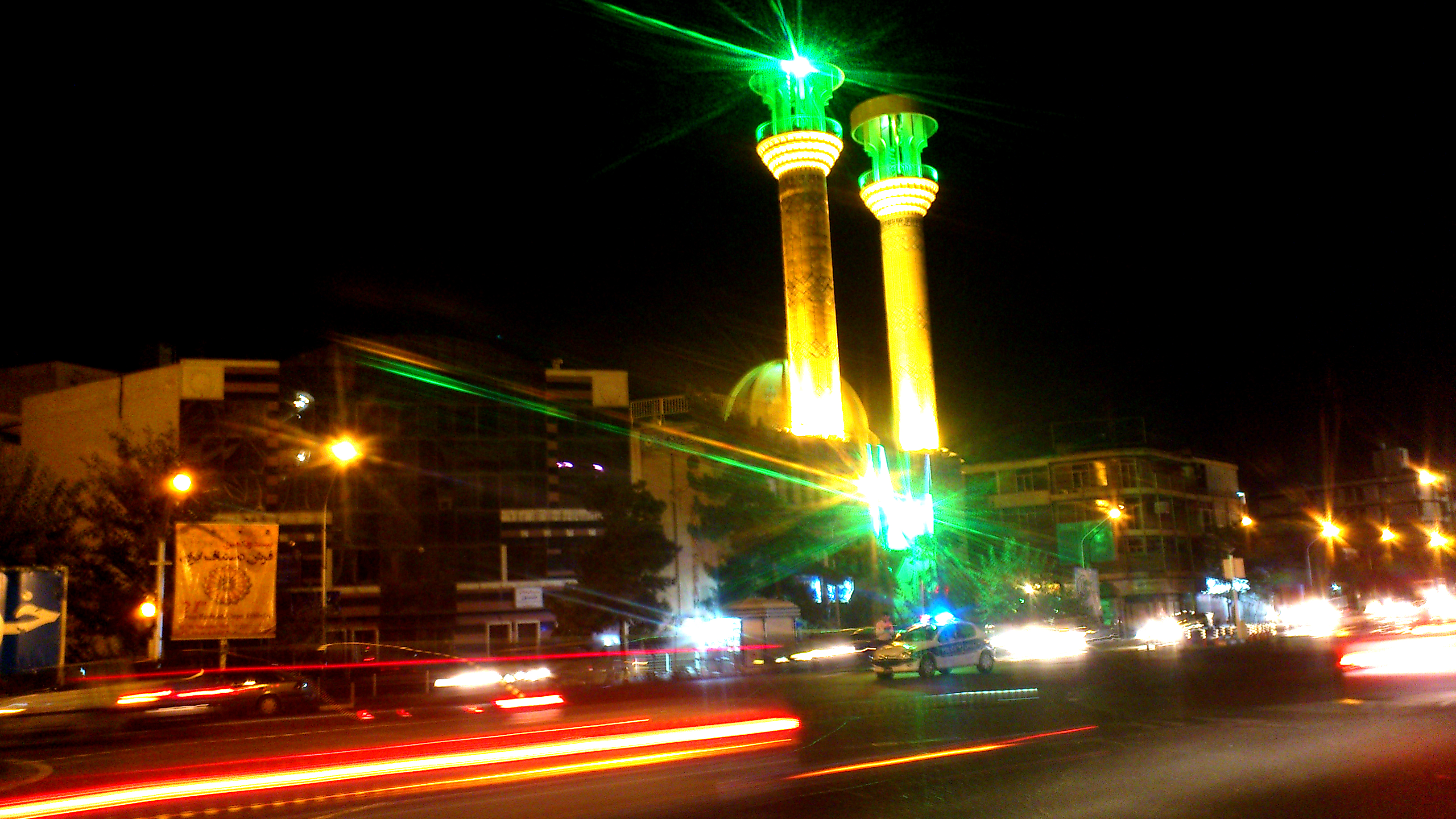
میدان فاطمی و مسجد نور
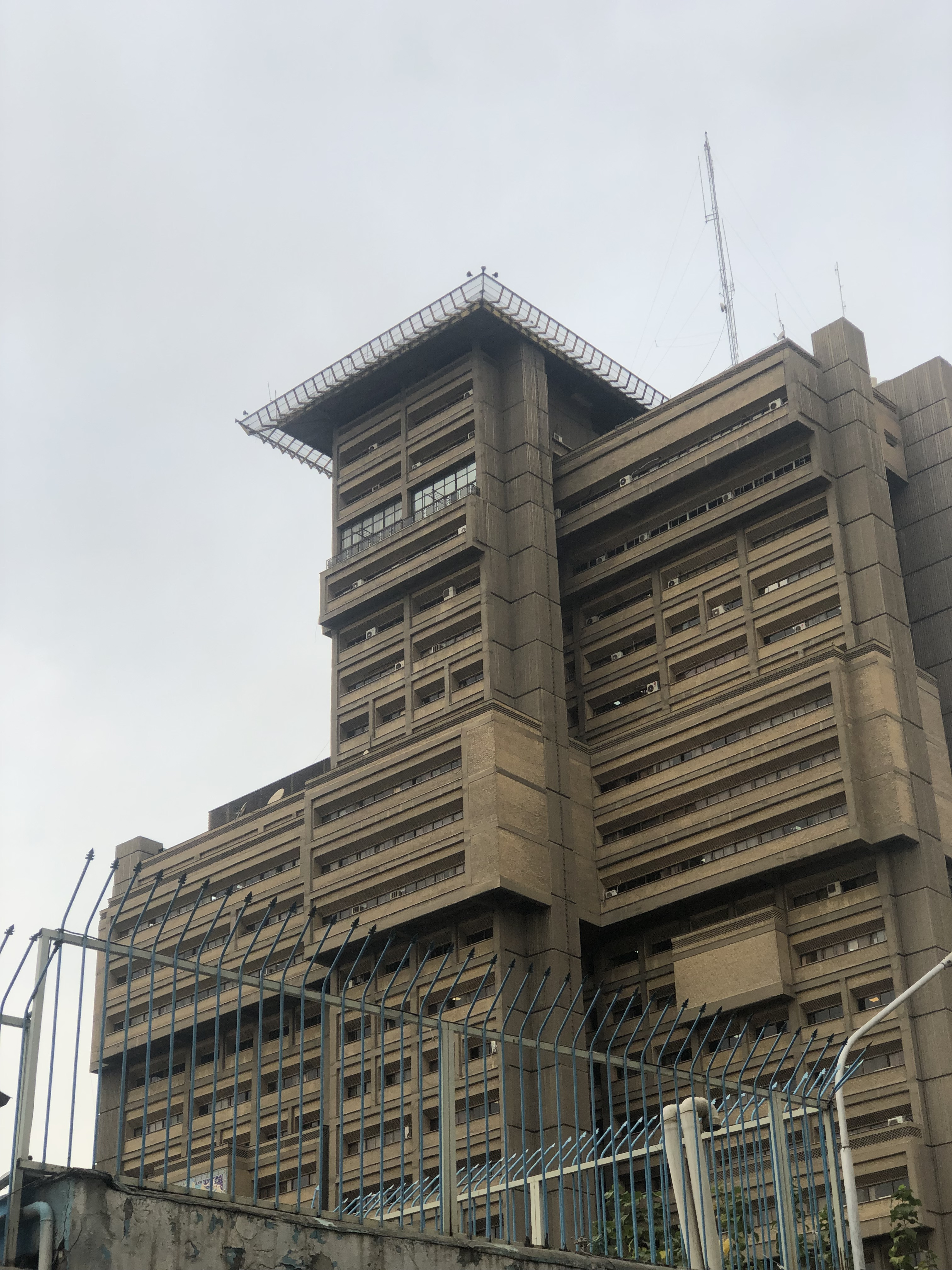
وزارت کشور